# بهزاد خلج
بهزاد خلج (زادهٔ ۳۱ فروردین ۱۳۵۴) بازیگر اهل ایران است. او برای بازی در فیلم مجنون (۱۴۰۲) برندهٔ سیمرغ بلورین بهترین بازیگر نقش مکمل مرد از جشنواره فیلم فجر شد.

## فیلم‌شناسی

### سینما
| سال  | عنوان         | کارگردان        | منابع |
| ---- | ------------- | --------------- | ----- |
| ۱۴۰۲ | مجنون         | مهدی شاه‌محمدی   |       |
| ۱۴۰۲ | تمساح خونی    | جواد عزتی       |       |
| ۱۴۰۱ | کت چرمی       | حسین میرزامحمدی |       |
| ۱۳۹۸ | آفتاب نیمه شب | شهریار بحرانی   |       |
| ۱۳۹۸ | کارزار        | شهرام اسدزاده   |       |

### تلویزیون
| سال  | عنوان               | کارگردان       | منابع             |
| ---- | ------------------- | -------------- | ----------------- |
| ۱۴۰۳ | آقای قاضی، شعبه ۱۲۱ | سجاد مهرگان    |                   |
| ۱۴۰۰ | آقای قاضی           | سجاد مهرگان    | [ ۴ ] [ ۵ ] [ ۶ ] |
| ۱۳۹۶ | محکومین             | حسین قناعت     |                   |
| ۱۳۹۶ | سفر در خانه         | علیرضا مسعودی  |                   |
| ۱۳۹۵ | مرز خوشبختی         | حسین سهیلی‌زاده |                   |

### نمایش خانگی
| سال  | عنوان       | کارگردان           | منابع               |
| ---- | ----------- | ------------------ | ------------------- |
| ۱۴۰۴ | اجل معلق    | عادل تبریزی        |                     |
| ۱۴۰۳ | بلیط یکطرفه | ‎پوریا حیدری اوره   | [ ۷ ]               |
| ۱۴۰۳ | آبان        | رضا دادویی         |                     |
| ۱۴۰۱ | حیثیت گمشده | سجاد پهلوان‌زاده    | [ ۸ ]               |
| ۱۴۰۱ | پوست شیر    | جمشید محمودی       | [ ۹ ] [ ۱۰ ] [ ۱۱ ] |
| ۱۴۰۰ | میدان سرخ   | ابراهیم ابراهیمیان | [ ۱۲ ]              |
| ۱۳۹۸ | مانکن       | حسین سهیلی‌زاده     |                     |

### تئاتر
| سال  | عنوان         | کارگردان     | منابع |
| ---- | ------------- | ------------ | ----- |
| ۱۴۰۴ | جغد           | سعید حسنلو   |       |
| ۱۴۰۳ | چاپلین        | مهران رنجبر  |       |
| ۱۳۹۸ | مرغ دریایی من | کیومرث مرادی |       |
| ۱۳۹۷ | مرد شده       | آسو بهاری    |       |
| ۱۳۹۶ | زنان‌بالکان    | حسین شهبازی  |       |